# KermesZ à l'Est
KermesZ à l'Est (/kɛʁmɛs a lɛst/) est un groupe de musique fondé et basé en Belgique depuis 2007. Le groupe se caractérise, entre autres, par une recherche musicale qui fusionne la musique traditionnelle des Balkans avec des styles plus occidentaux et modernes, tels que le Heavy metal, le math rock, l'électro ou le free-jazz.
Le nom KermesZ à l'Est renvoie à la kermesse, une fête traditionnelle locale, en référence à l'esprit festif qui anime la musique du groupe. On y retrouve aussi l'anagramme de Klezmer, qui fait allusion à une des influences majeures du groupe à ses débuts.

## Biographie
C’est en 2007 que KermesZ à l’Est voit le jour, à Louvain-la-Neuve (Belgique), autour d’un répertoire essentiellement klezmer. Le groupe se retrouve dès 2008 dans quelques festivals belges tels que La Semo ou Esperanzah.
Leur 1er EP sort en 2010, et outre les nombreuses prestations en Belgique, le groupe s’exporte pour la première fois en Roumanie. En 2012,  Kermesz à l’Est sort un 2eme EP et se produit dans des festivals internationaux d’art de rue tels que Châlon dans la rue ou le Festival international de théâtre de rue d'Aurillac (France). 2014 voit l’arrivée d’un 3ème EP, d’un premier Clip (« Papazov »), ainsi que de la Kazette, la première bière brassée exclusivement pour le groupe et à son effigie, et que l’on ne peut déguster que lors des concerts.  
À partir de 2013, on retrouve régulièrement KermesZ à l'Est autant dans des festivals internationaux consacrés aux Arts de la Rue. Par exemple, le Carnaval  Sztukmistrzów Lublin (PL, 2019), La Plage des 6 pompes (CH, 2019), le Buskers Neufchatel (CH, 2019, 2017), Cratère Surfaces Alès (FR, 2019), Chalon dans la rue (FR, 2018, 2013), LuftNacht Amberg (DE, 2018), Festival international des arts de la rue de Chassepierre (BE,  2017, 2010), Festival Sortilèges rue et vous, Ath (BE, 2017, 2013, 2009), Le Festival international de théâtre de Sibiu (RO, 2017), Michto Festival (FR, 2017), Pelicam Film Festival (RO, 2017), Festival Noorderzon (NL, 2016), Festival Four Cultures, Lodz (PL, 2016), Regensburg Kulturpflaster, (DE, 2016), Festival Balkan Trafik (BE, 2015), Festival Rue du Bocage, Herve (BE, 2015), Convention européenne de jonglerie, Bruneck, (IT, 2015), Festival Olala in Lienz, (AT, 2015), Namur en mai (BE, 2015, 2011), etc.
En parallèle, le groupe preste également dans des festivals internationaux de musique, tels que Womad Festival (UK, 2018), Womad Festival (ES, 2018), Esperanzah! (BE, 2018, 2008), Festival Jazzenede (BE, 2016), ZomerJazzFietsTour (NL, 2016), Nuit des fanfares BE (2018, 2016) , Europajazz (FR, 2016), Jazz sous les pommiers (FR, 2015), Jazz in Belgium (BE, 2015), Comblain jazz festival (BE, 2014, 2011, 2010), Gaume jazz festival (BE, 2014, 2011), Jazz à Mazy (BE, 2014), Jazz au Broukay (BE, 2012), Festival des Libertés (BE, 2012), Dour Festival (BE, 2012), La Semo Festival (2011, 2010, 2009, 2008), etc.
En 2016, le groupe présente le Kramozaure, un spectacle de rue incluant un dinosaure de métal à roulettes contenant un système son.
En 2020, le groupe se produit aux festivals WOMAD en Australie et Nouvelle-Zélande. Il sort également le 6-titres « RDS-202 ».
À la suite de la crise du COVID, KermesZ développe la KermosZyclette, un convoi cyclopropulsé burlesque, qui transporte les musiciens de KermesZ à l'Est, leurs instruments, leur scénographie, et leur univers pour relier des prestations à petite échelle. Le groupe participe aussi à des actions militantes telles qu'un JT bidon ou un concert à destination exclusive de vaches.
En 2022, KermesZ à l'Est collabore avec le duo techno-rock La Jungle et sort un vinyle sous le nom "JunKz" début 2023.
En avril 2023, Kermesz à l'Est sort "Octophilia", un LP de 9 morceaux.

## Membres
Anciens membres :
- Olivier Mahiant : trompette (section capri)
- Sébastien Derock : trombone, gueulophone
- François Debatty : trompette (section capri)
- Simon Menot : clarinette, derbouka
- Julie Patigny : accordéon
- Piwi Leman : grosse caisse
- Isabelle Rocher : caisse claire
- Maxime Bocahut : trombone
- Thibault Jungers : caisse claire
- Gilles Kremer: hélicon
- Gaetan Dardenne : clarinette, clochette

Depuis 2018, les membres sont :
- Pasquot Kravagna : sousaphone
- Martin Chemin : grosse caisse
- Martin Moroni : caisse claire
- Maxime Tirtiaux : banjoline, tambura, monotron
- Emmanuel Haessig : saxophone alto, clarinette, EWI
- Martin Chenel : saxophone alto, saxophone tenor, saxophone baryton, voix
- Luc Lambert : trompette, tuba, voix
- Christophe Collignon : trombone, tuba

## Discographie
- 2023: Octophilia
- 2023: Junkz, vinyle en collaboration avec le duo techno-rock La Jungle
- 2020 : RDS-202
- 2014 : EP3
- 2012 : EP2
- 2010 : EP1

## Vidéos
- Clip Kazapsko
- Clip Papazov
- Clip Elizina
- Concert Bestial
- Review 2020
- Review 2021
- Live 2022